# ITunes Festival: London
iTunes Festival: London é um EP do cantor britânico Paul McCartney, lançado exclusivamente na iTunes Store em agosto de 2007. Foi gravado durante um show no Institute of Contemporary Arts, em Londres, em julho de 2007. Contém quatro faixas do álbum Memory Almost Full.

## Faixas
Todas as canções são de autoria de Paul McCartney, exceto onde anotado.
1. "Coming Up" – 3:46
2. "Only Mama Knows" – 3:49
3. "That Was Me" – 2:59
4. "Jet" (Paul McCartney, Linda McCartney) – 4:11
5. "Nod Your Head" – 2:40
6. "House of Wax" - 5:19